# FK Rubin Kazan
Futboljnij Klub Rubin Kazan (ruski: Футбольный клуб Рубин Казань) je ruski nogometni klub iz Kazana u Tatarstanu koji se natječe u Ruskoj Premijer ligi. 
Klub je osnovan 1958. godine. Nikada nije nastupao u Sovjetskoj ligi, a iako se u ruskoj natječe od 2003., već 2008. godine su osvojili svoj prvi naslov. Svoje domaće utakmice igra na stadionu Centralnom stadionu. Prijašnja imena kluba bila su "Iskra" (1958. – 1964.) i  "Rubin-TAN" (1992. – 1993.).

## Vanjske poveznice
- Službena stranica (rus.) (engl.)